# Dom zu Helsinki

Dom zu Helsinki

Der Dom zu Helsinki (finnisch Helsingin tuomiokirkko, Suurkirkko; schwedisch Helsingfors domkyrka, Storkyrkan) ist eine evangelische Kirche in der finnischen Hauptstadt Helsinki und die Kathedrale des lutherischen Bistums Helsinki. Der 1830 bis 1852 nach Entwürfen von Carl Ludwig Engel errichtete klassizistische Sakralbau liegt am zentralen Senatsplatz und ist das bekannteste Wahrzeichen der Stadt. Jährlich wird der Dom von 350.000 Menschen besucht.

## Geschichte

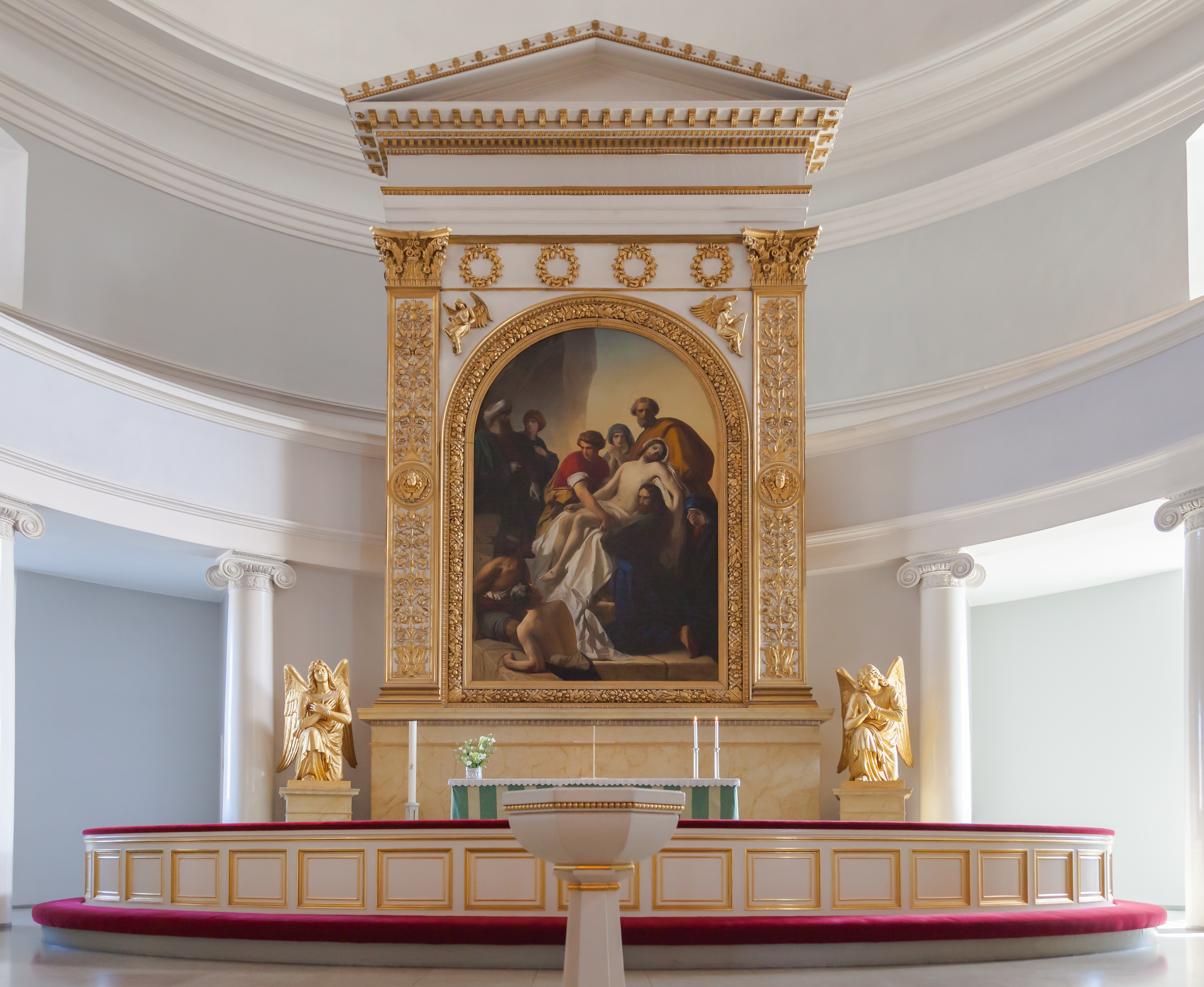
Altar

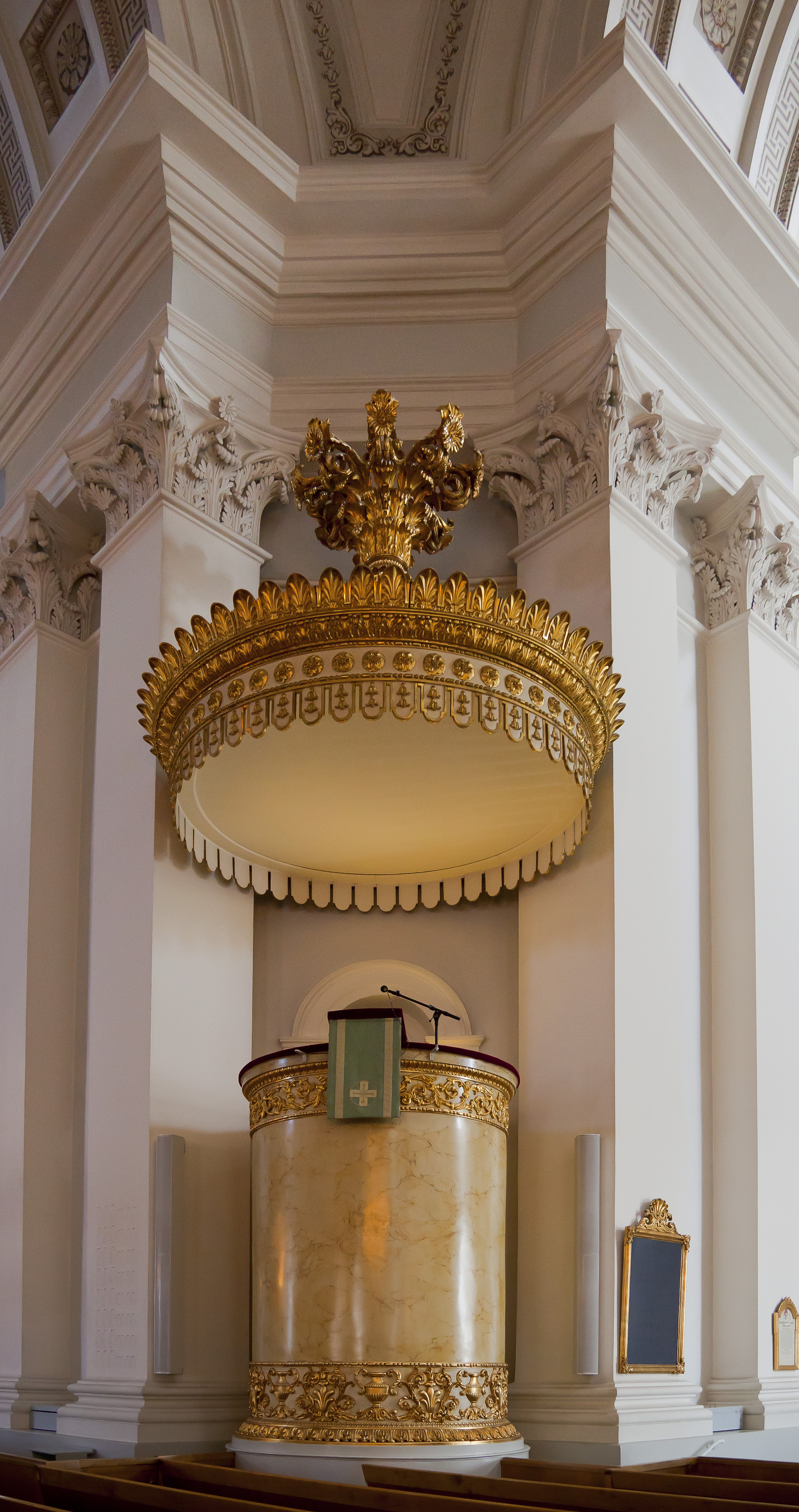
Kanzel

Der Dom gehört zum zwischen 1820 und 1850 erbauten klassizistischen Zentrum Helsinkis. Carl Ludwig Engel lieferte bereits 1819 die ersten Pläne für den Dom. Der Bau wurde 1830 begonnen und 1852 fertiggestellt. Zunächst war er zu Ehren des russischen Zaren Nikolaus I. nach dessen Namenspatron, dem hl. Nikolaus, benannt. Nachdem Finnland 1917 unabhängig geworden war, wurde der Name in Suurkirkko bzw. Storkyrkan (d. h. Dom, wörtlich „Großkirche“) geändert. Nach der Gründung des Bistums Helsinki 1959 wurde die Kirche zum Dom von Helsinki. Der Knabenchor Cantores Minores am Dom zu Helsinki wurde 1952 gegründet.

## Architektur
Das klassizistische Gebäude ist eine Kreuzkuppelkirche mit einem Grundriss in Form eines griechischen Kreuzes. Engel wählte diese Form, da der Dom von allen Seiten zu sehen sein würde. Daran wird deutlich, dass Engel sich von der orthodoxen Architektur in Russland inspirieren ließ, da in Sankt Petersburg gerade die Isaakskathedrale von Auguste de Montferrand errichtet wurde, orientierte Engel sich an ihr. Die zentrale Kuppel und die korinthischen Säulen mit den Giebeldreiecken an den Enden des Kreuzes dominieren den äußeren Eindruck. Der Dom steht auf einem steinernen Fundament, auf dessen zum Senatsplatz zugewandten Seite sich ursprünglich ein Wachthaus befand. Dieses wurde 1839 gegen den Willen Engels durch eine monumentale Treppe ersetzt.
Nach Carl Ludwig Engels Tod im Jahr 1840 wurden unter seinem Nachfolger Ernst Bernhard Lohrmann (1803–1870) Änderungen an der Kirche vorgenommen. Lohrmann fügte dem Dom die vier kleinen Ecktürme, Statuen der zwölf Apostel und zwei Pavillons an den Seiten der Treppe hinzu. Der Innenraum des Domes ist äußerst schlicht und ganz in Weiß gehalten. Der Altar befindet sich an der Ostseite, der Haupteingang ist auf der zur Straße Unioninkatu hingewandten Westseite. Der einzige Schmuck des Kirchenraums sind Statuen der Reformatoren Martin Luther, Philipp Melanchthon und Mikael Agricola in den Ecken des Kirchenraumes. In der vierten Ecke befindet sich eine von Engel entworfene runde Kanzel mit einem goldenen Baldachin.

## Orgeln

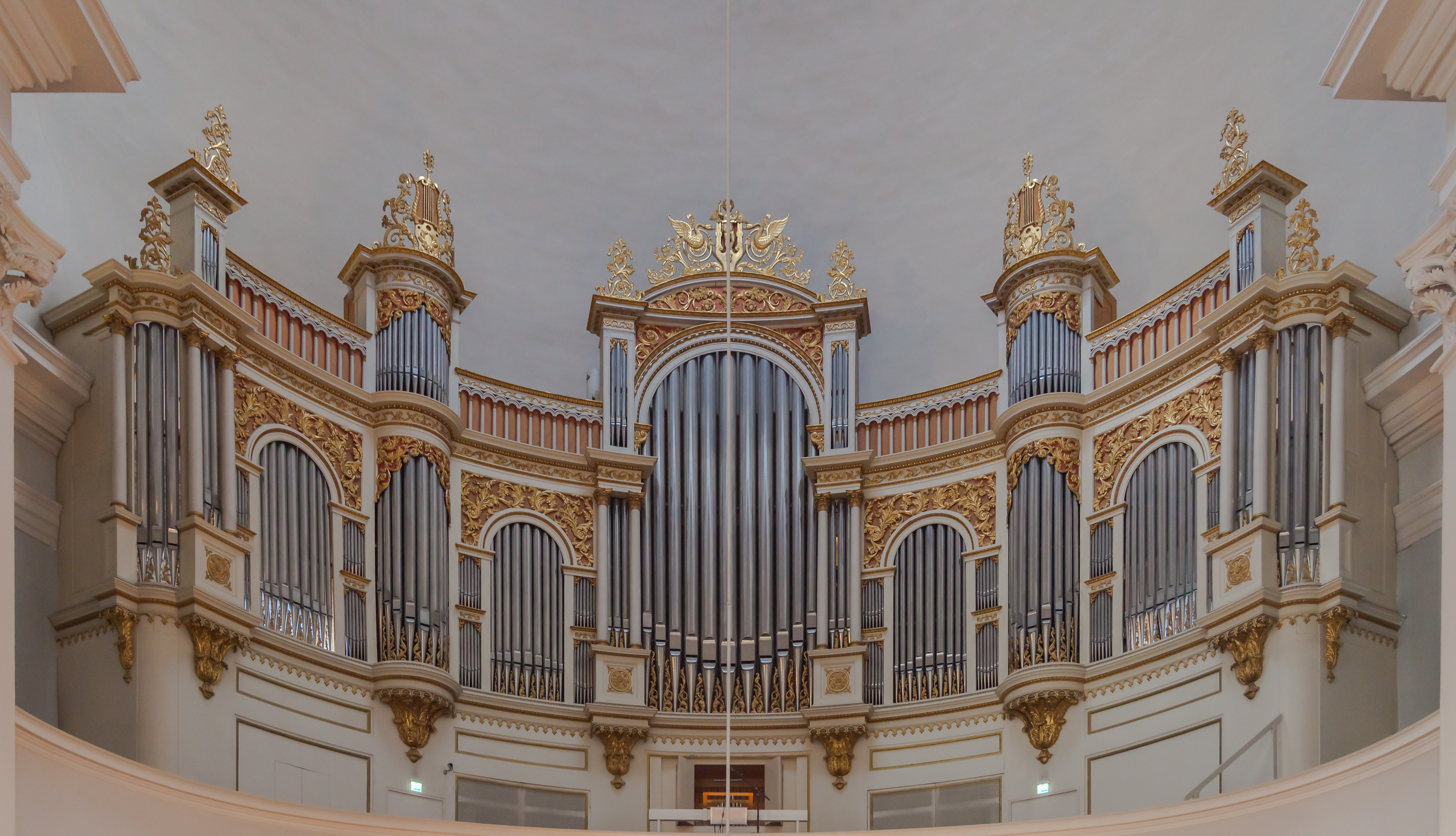
Orgel

Die Hauptorgel wurde 1967 von Marcussen & Søn gebaut. Das klassizistische Orgelgehäuse stammt von einem Vorgängerinstrument des Orgelbauers Eberhard Friedrich Walcker aus dem Jahr 1847. Die Orgel hat 57 Register auf vier Manualen und Pedal. Die Spieltrakturen sind mechanisch, die Registertrakturen sind elektrisch. Außerdem existiert eine prospektlose Chororgel von Akerman & Lund von 2006, eine Orgel in der Krypta von Urkurakentamo Porthan aus demselben Jahr, eine ehemalige Hausorgel von Christensen & Sønner in der Kapelle sowie eine Truhenorgel von Urkurakentamo Virtanen.
| I Positiv C–g3  |       |
| Gedackt         | 8′    |
| Quintatön       | 8′    |
| Principal       | 4′    |
| Rörflöjte       | 4′    |
| Oktav           | 2′    |
| Waldflöjte      | 2′    |
| Sivflöjte       | 1 ⁄3′ |
| Sesquialtera II |       |
| Scharf V-VI     |       |
| Dulcian         | 8′    |
| Tremolo         |       |

| II Hauptwerk C–g3 |       |
| Principal         | 16′   |
| Oktav             | 8′    |
| Spidsflöjte       | 8′    |
| Oktav             | 4′    |
| Nathorn           | 4′    |
| Spidsquinte       | 2 ⁄3′ |
| Oktav             | 2′    |
| Mixtur V-VII      |       |
| Scharf V-VI       |       |
| Trompete          | 16′   |
| Trompete          | 8′    |

| III Schwellwerk C–g3 |        |
| Borduna              | 16′    |
| Principal            | 8′     |
| Rörflöjte            | 8′     |
| Gamba                | 8′     |
| Unda maris           | 8′     |
| Oktav                | 4′     |
| Tvaerflöjte          | 4′     |
| Nasat                | 2 ⁄3′  |
| Piccolo              | 2′     |
| Terz                 | 1 3⁄5′ |
| Mixtur IV-V          |        |
| Cymbel III           |        |
| Fagott               | 16′    |
| Trompet harmonique   | 8′     |
| Clairon              | 4′     |
| Tremolo              |        |

| IV. Manual C–g3 |     |
| Gedackt         | 8′  |
| Kobbelflöjte    | 4′  |
| Principal       | 2′  |
| Blockflöjte     | 2′  |
| Spidsoktav      | 1′  |
| Scharf II-III   |     |
| Regal           | 16′ |
| Skalmeje        | 8′  |
| Tremolo         |     |

| Pedalwerk C–f1 |     |
| Principal      | 16′ |
| Subbas         | 16′ |
| Oktav          | 8′  |
| Gedackt        | 8′  |
| Oktave         | 4′  |
| Kobbelflöjte   | 4′  |
| Nathorn        | 2′  |
| Rauschquint IV |     |
| Mixtur IV      |     |
| Fagott         | 32′ |
| Basun          | 16′ |
| Trompete       | 8′  |
| Zink           | 4′  |

- Koppeln: I/II, III/II, IV/II; IV/III, I/P, II/P, III/P; IV/P